# Max Dupont
Pour les articles homonymes, voir Dupont ou Dupond.

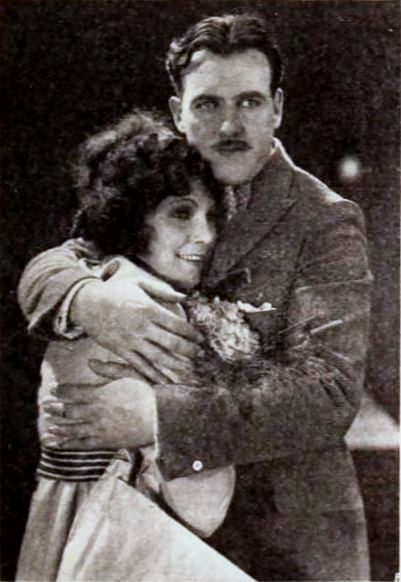
The Invisible Divorce (1920), avec Leatrice Joy et Walter McGrail

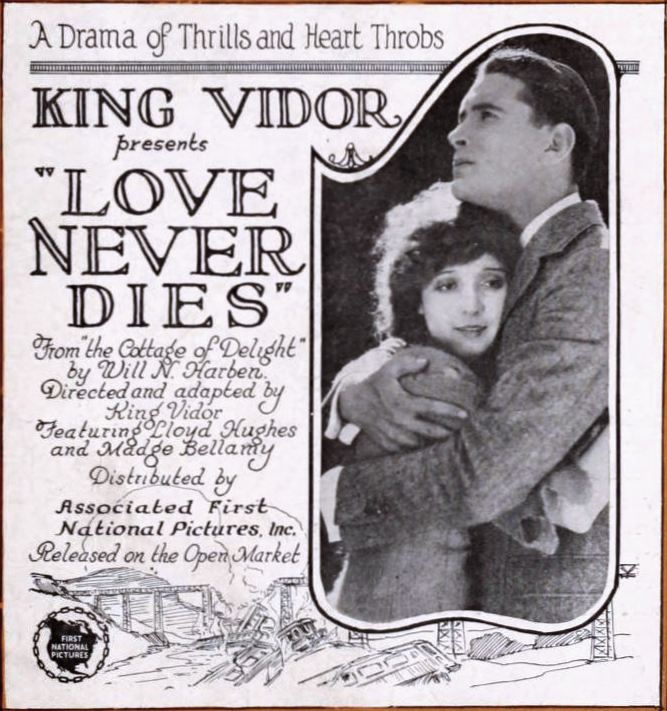
Love Never Dies (1921),
avec Madge Bellamy et Lloyd Hughes

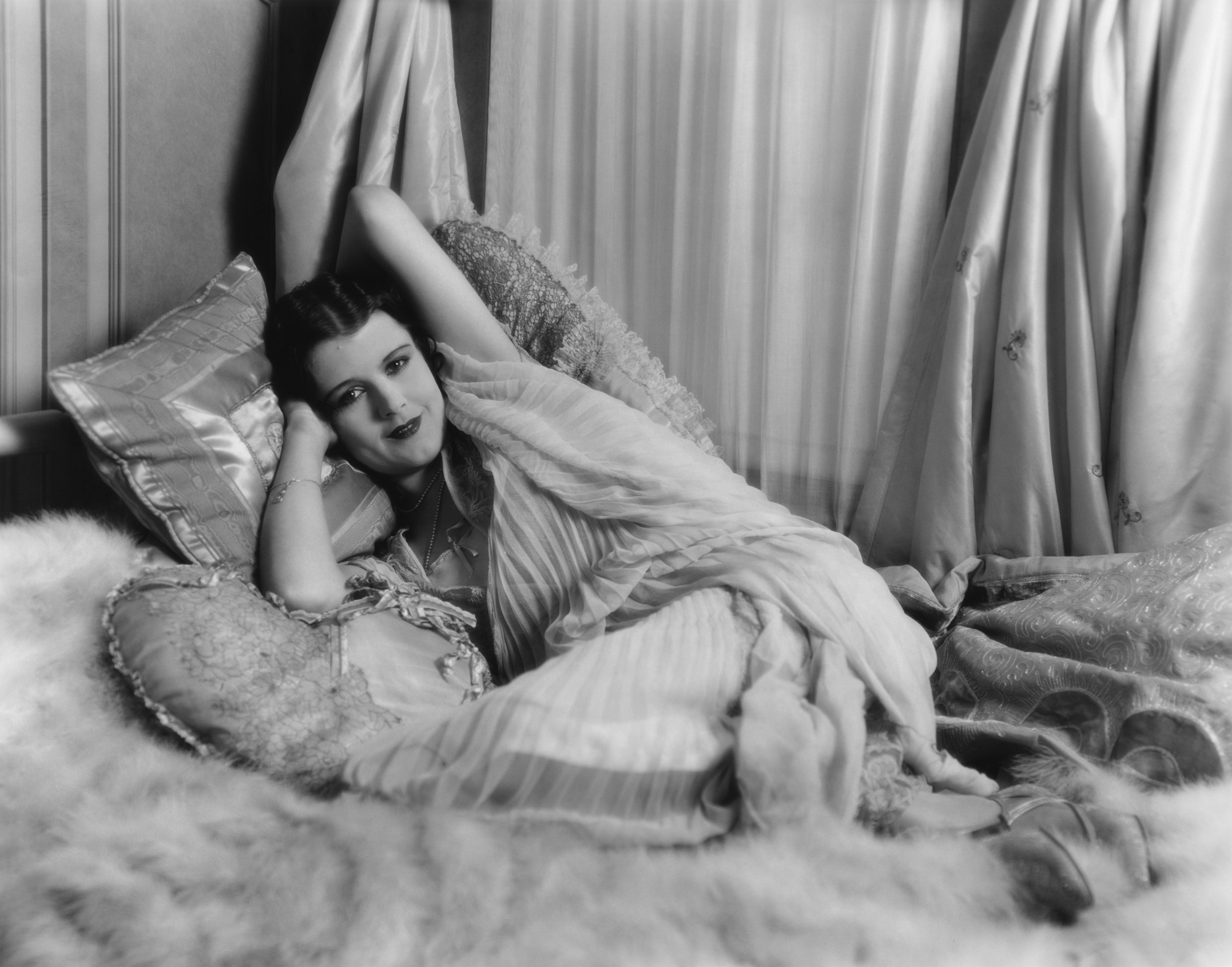
Extravagance (1930),
avec June Collyer

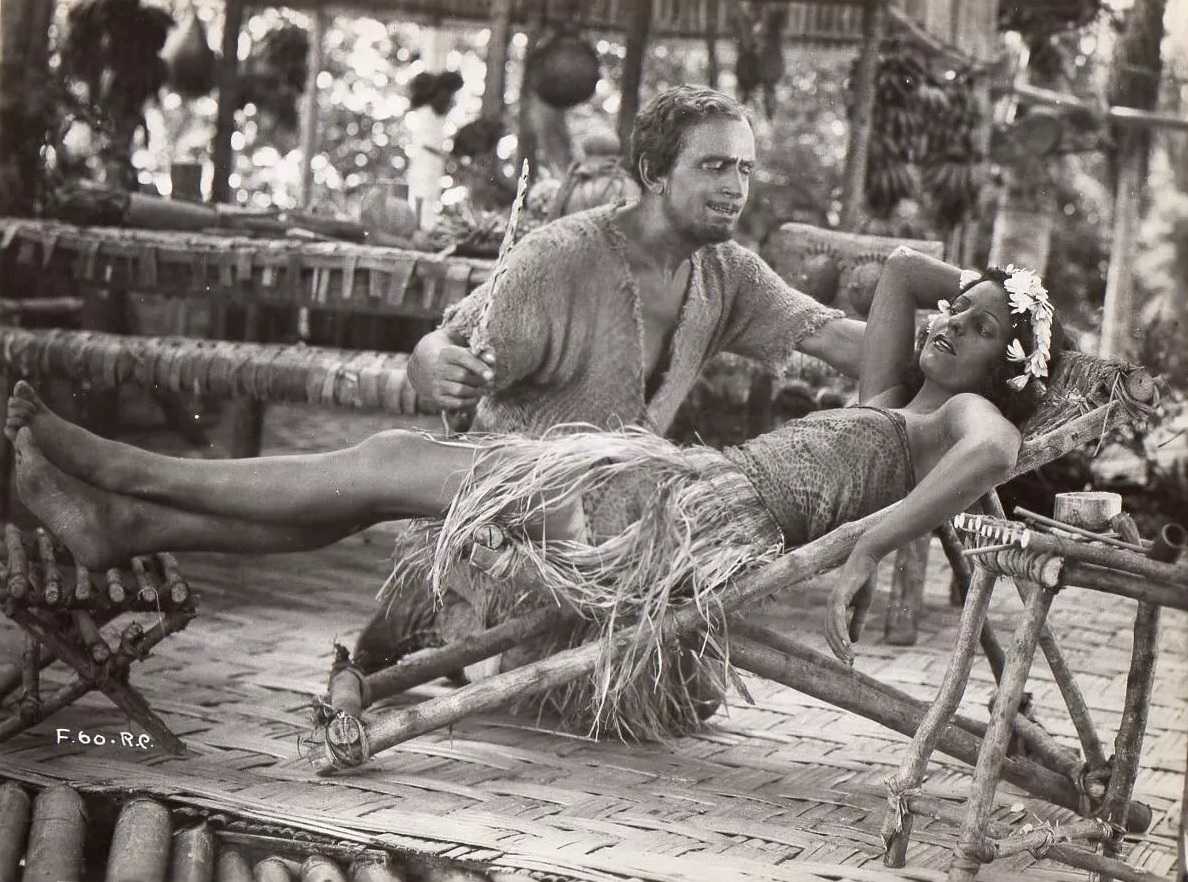
Robinson moderne (1932),
avec Douglas Fairbanks et Maria Alba

Max François Bopp Du Pont, né le 24 février 1890 à Bordeaux (Gironde) et mort le 21 octobre 1965 à Papeete (Tahiti, Polynésie française), est un photographe et résistant français.
Aux États-Unis, il est directeur de la photographie (membre de l'ASC) sous le nom de Max Dupont.

## Biographie
Fils du peintre d'origine bordelaise Jean-Baptiste Bopp Du Pont (1848-1925) et de Thérèse née Cazalbou (1852-1941), ses parents s'installent à Tahiti lorsqu'il est enfant (son père y répondant au départ à une commande de tableau). Il devient photographe-documentaliste, notamment du 14 juillet 1914 à Papeete. En 1911, il épouse Édith Vivish (1892-1991, d'origine tahitienne par sa mère). De leur union sont nés trois enfants, Francis (1912-1984), Olga (1913-2002) et Édith (1915-2005).
Engagé volontaire durant la Première Guerre mondiale, il s'établit en 1918 aux États-Unis, à Los Angeles, devenant chef opérateur sur près de quarante films américains (principalement durant la période du muet), depuis The Dawn of Understanding de Charles R. Seeling et David Smith (1918, avec Bessie Love et John Gilbert) jusqu'à Robinson moderne d'A. Edward Sutherland (1932, avec Douglas Fairbanks et Maria Alba).
Entretemps, citons Love Never Dies de King Vidor (1921, avec Lloyd Hughes et Madge Bellamy), L'Étroit Mousquetaire de Max Linder (1922, avec le réalisateur et Jobyna Ralston), Les Siens d'Edward Sloman (1925, avec Rudolph Schildkraut et Rosa Rosanova) et Extravagance de Phil Rosen (1930, avec June Collyer et Lloyd Hughes).
Après cette carrière au cinéma, il retourne définitivement à Tahiti. Répondant à l'appel du Général de Gaulle, il est l'un des membres fondateurs du Comité de la France libre des Établissements français de l'Océanie (EFC), constitué le 27 août 1940. Ainsi, à la fin de la Seconde Guerre mondiale, il est décoré de la Médaille de la Résistance française.
Max Bopp Du Pont meurt à Papeete en 1965, à 75 ans.

## Filmographie partielle
(directeur de la photographie, sauf mention contraire)
- 1918 : The Dawn of Understanding de Charles R. Seeling et David Smith
- 1919 : A Gentleman of Quality (en) de James Young
- 1919 : A Rogue's Romance (en) de James Young
- 1920 : The Invisible Divorce (en) de Thomas R. Mills et Nat G. Deverich
- 1920 : Blind Youth (en) d'Edward Sloman
- 1920 : Just a Wife (en) d'Howard Hickman
- 1921 : Love Never Dies de King Vidor
- 1921 : Who Am I? (en) d'Henry Kolker
- 1922 : Heroes of the Street (en) de William Beaudine
- 1922 : L'Étroit Mousquetaire (The Three Must-Get-Theres) de Max Linder
- 1923 : The Last Hour (en) d'Edward Sloman
- 1923 : A Man of Action (en) de James W. Horne
- 1924 : Plus de femmes ! (The White Sin) de William A. Seiter
- 1924 : Judgment of the Storm (en) de Del Andrews
- 1924 : Amour, quand tu nous tiens... (The Yankee Consul) de James W. Horne
- 1924 : The Galloping Fish de Del Andrews
- 1924 : His Forgotten Wife (en) de William A. Seiter
- 1925 : Les Siens (His People ou Proud Heart) d'Edward Sloman
- 1925 : Ben-Hur (Ben-Hur: A Tale of the Christ) de Fred Niblo (cadreur)
- 1927 : The Girl from Gay Paree (en) de Phil Goldstone et Arthur Gregor (en)
- 1927 : Streets of Shanghai de Louis Gasnier
- 1927 : Once and Forever de Phil Goldstone
- 1927 : Wild Geese (en) de Phil Goldstone
- 1928 : Black Butterflies de James W. Horne
- 1928 : The Speed Classic (en) de Bruce M. Mitchell
- 1930 : The Third Alarm d'Emory Johnson
- 1930 : Extravagance de Phil Rosen
- 1930 : The Thoroughbred de Richard Thorpe
- 1930 : Just Like Heaven de Roy William Neill
- 1930 : Paradise Island de Bert Glennon
- 1930 : The Medicine Man de Scott Pembroke
- 1930 : Hot Curves de Norman Taurog
- 1931 : The Single Sin de William Nigh
- 1931 : Caught Cheating de Frank R. Strayer
- 1931 : Morals for Women de Mort Blumenstock
- 1932 : Robinson moderne (Mr. Robinson Crusoe) d'A. Edward Sutherland